# Diplophlyctis chitinophila
Diplophlyctis chitinophila är en svampart som beskrevs av Willoughby 1962. Diplophlyctis chitinophila ingår i släktet Diplophlyctis och familjen Endochytriaceae.   Inga underarter finns listade i Catalogue of Life.